# Manuel Enrique Araujo
Manuel Enrique Araujo (ur. 1865, zm. 1913) – prezydent Salwadoru w latach 1911–1913.
Dał się poznać jako reprezentant spraw oligarchii i zręczny zarządca, który stworzył Gwardię Narodową i dążył do umocnienia władzy państwowej. Mniej ważnym wydarzeniem jego rządów było przyjęcie w 1912 obowiązującej do dzisiaj flagi Salwadoru. Padł ofiarą zamachu w 1913.